# Kulský záliv

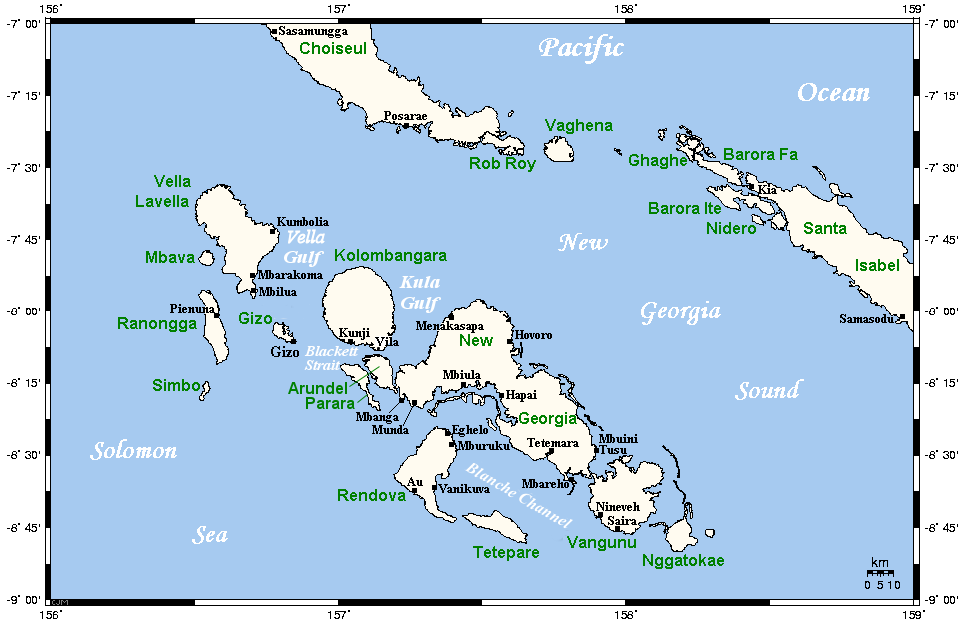
Mapa oblasti centrálních Šalomounů. Kulský záliv odděluje ostrov Kolombangara na západě zálivu od mnohem většího ostrova New Georgia na jihovýchodě

Kulský záliv se nachází v Západní provincii Šalomounových ostrovů v jihozápadním Pacifiku. Nachází se mezi ostrovy Kolombangara na západě, Arundel na jihozápadě a New Georgia na jihu a východě. Na severu je záliv otevřen do Novogeorgijského průlivu (též Štěrbiny) a na jihozápadě je průlivem Blackett oddělen od zálivu Vella a Šalomounova moře.
Za druhé světové války se záliv stal místem několika střetnutí mezi japonskými a spojeneckými silami během bojů o Šalomounovy ostrovy. Největší z nich byla bitva v zálivu Kula, která se tu odehrála v noci na 6. července 1943.